# Robert Kristan
Robert Kristan (Jesenice, 4. travnja 1983.) slovenski je profesionalni hokejaš na ledu. Igra na poziciji vratara. Suigrači ga često zovu Lix kao i njegovog oca, bivšeg hokejaškog čuvara mreže Aleksandera Cigana, koji je krajem osamdesetih odigrao tri sezone u "Medvjedima". Od 2002. godine Kristan je vratar slovenske hokejaške reprezentacije, a dvije godine za redom proglašen je najboljim vratarem svjetskog juniorskog prvenstva. 

## Karijera
Kao 14-ogodišnjak pohađao je kanadsku školu hokeja na ledu te ondje ostao dvije godine. Igrao je u juniorskoj A ligi koju čine igrači od 14 do 21 godine. Kroz karijeru promijenio je nekoliko klubova, ali najveći dio karijere proveo je u Acroni Jesenicama. Na SP elitne skupine u Kanadi 2008. odigrao je odličnu rolu koja mu je otvorila vrata prema najjačoj svjetskoj hokejaškoj ligi NHL-u. Pregovarao je s nekoliko klubova, posebno s Columbus Blue Jacketsima, ali pregovori ipak nisu urodili plodom. 

### Acroni Jesenice (2000. – 2002., 2003. – 2006., 2007.)
Profesionalni dio karijere Robert Kristan je započeo u Jesenicama u sezoni 2000./01. U potrazi za novim izazovima klub je napuštao tri puta, odnosno, dvaput se vraćao. Za Jesenice je odigrao stotinjak utakmica u šest sezona nastupivši pritom u Slohokej ligi, Interligi i EBEL-u. U sezoni 2004./05. Kristan je proglašen najboljim vratarom Interlige s prosjekom primljenih golova 1.32 i postotkom obrana .934.

### Olimpija Ljubljana (2002.)
Pri svom prvom odlasku iz Jesenica Kristan nije morao daleko putovati. Jednu sezonu proveo je u ljubljanskoj Olimpiji koja je sudjelovala, u to vrijeme, u istim ligama te se nakon toga vraća u matični klub.

### Brynäs IF (2006.)
Kristanovo odredište kod drugog odlaska iz Jesenica bila je Švedska, odnosno, hokejaški klub Brynäs IF. Jednu utakmicu odigrao je za juniorsku momčad koja se natjecala u J20 SuperElit. Pri tom nastupu uspio je u 65 minuta ne primiti niti jedan pogodak u svoju mrežu iz osamnaest udaraca na njegova vrata. Za prvu momčad Kristan je odigrao 33 utakmice u prvoj švedskoj ligi Eliteserien te još 5 utakmica u doigravanju. Nakon jedne sezone u Švedskoj Kristan se ponovno vratio u Sloveniju.

### Mora IK (2008.)
U sezoni 2008./09. Kristan je odlučio još jednom pokušati u Švedskoj. Ovaj put otišao je u hokejaški klub Mora IK koja je igrala u drugoj švedskoj ligi Allsvenskan. Za klub je odigrao 32 utakmice s prosjekom primljenih golova 2.53, odnosno postotkom obrana .913. Kristan nije bio zadovoljan klubom te je još jednom odlučio pronaći novo odredište.

### KHL Medveščak
Kristan je izrazio želju za igranjem u EBEL-u te je ubrzo krenuo u pregovore s Jesenicama i Medveščakom. Krajem svibnja 2009. godine Kristan je potpisao za zagrebački klub, koji mu je dao bolju ponudu, te uz Andy Serticha bio među prvima (od novih igrača) koji su potpisali ugovor s “medvjedima”. Ubrzo je slovenski vratar postao jedan od miljenika navijača iako je na polovici sezone, statistički gledano, bio najlošiji prvi vratar u EBEL-u, ali ponajviše zbog neuigrane obrane momčadi. Iako sezona nije ni pošteno odmakla Kristan je izrazio oduševljenje klubom i navijačima te ujedno izrazio i želju za ostankom u narednoj sezoni. Nakon druge utakmice četvrtfinala uhvaćen je u alkoholiziranom stanju za upravljačem vozila, prema alkotestu 1,8 promila, te mu je na Prekršajnom sudu u Zagrebu izrečena uvjetna kazna od osam dana zatvora koja se izvršava ako se isto počini u narednih šest mjeseci. Iako je bio u momčadi Kristan nije bio na vratima Medveščaka u trećoj četvrtfinalnoj utakmici doigravanja EBEL-a. Slovenac se ispričao za svoje nesportsko ponašanje, a klub ga je, dan poslije, kaznio novčanom kaznom od 5 000 kuna. Za taj iznos klub je osigurao ulaznice za navijače koji su odlučili bodriti Medvjede u četvrtoj utakmici u Grazu. Gol Medveščaka branio je tijekom 54 utakmice, te ostvario uspješnost od 90,0%, a odličnim obranama zaslužio je i nagradu navijačke skupine "Sektor B" za najboljeg igrača Medveščaka u sezoni 2009./10. 5. svibnja 2010. Kristan je potpisom ugovora za sezonu 2010./11. produžio svoju vjernost Medveščaku. Kraj regularnog dijela sezone 2010./2011. Kristan dočekuje postotkom obrana od 92,5% kao vodeći vratar EBEL lige.

## Statistika karijere
Bilješka: OU = odigrane utakmice, OM = odigrane minute, UG = udarci na gol, PG = primljeni golovi, OB = (broj) obrana, PPG = prosjek primljenih golova, OB% = postotak (broja) obrana, KM = kaznene minute
| 2006./07. | Brynäs IF       | Elitserien    | 33 | 1906 | 781 | 71 | 710 | 2.23 | .909  | 6  | 5 | 302 | 149 | 17 | 132 | 3.38 | .886 | 22 |
| 2006./07. | Brynäs IF       | J20 Superelit | 1  | 65   | 18  | 0  | 18  | 0    | 1.000 | 31 |   |     |     |    |     |      |      |    |
| 2007./08. | Acroni Jesenice | EBEL          | 39 | 2180 | -   | -  | -   | 2.99 | .906  | 31 | 5 | -   | -   | -  | -   | 3.31 | .898 | 0  |
| 2007./08. | Acroni Jesenice | Slohokej      |    |      |     |    |     |      |       |    | 5 | -   | -   | -  | -   | 1.19 | -    | 2  |
| 2008./09. | Mora IK         | Allsvenskan   | 32 | 1919 | 940 | 82 | 858 | 2.56 | .913  | 2  |   |     |     |    |     |      |      |    |
| 2009./10. | KHL Medveščak   | EBEL          | 26 | 1485 | 811 | 91 | 720 | 3.5  | .887  | 2  |   |     |     |    |     |      |      |    |

## Vanjske poveznice
- Profil na Eurohockey.net